# 加勤乡
加勤乡是中华人民共和国西藏自治区那曲市索县下辖的一个乡。

## 行政区划
加勤乡下辖以下村级行政区划单位：
叶麦村、莫囊村、嘎米卡村、色库村、雪村、当达村、帕俄贡村、瓦拉村、威巴村、贡塔雪村、几荣村、嘎达村、达雄村和布德村。